# 1659
1659 је била проста година.

## Догађаји

### Новембар
- 7. новембар — Пиринејски мир

## Смрти

### Август
- 10. октобар — Абел Тасман, холандски истраживач и поморац. (*1603).